# Sidi Bettache
Sidi Bettache (franska: Sidi Bettache (CR), Sidi Bettache (Commune Rurale), arabiska: أولاد عيسى) är en kommun i Marocko.   Den ligger i provinsen Benslimane och regionen Casablanca-Settat, i den norra delen av landet, 60 km söder om huvudstaden Rabat. Antalet invånare är 6 370.